# Аккелпур (подокруг)
Аккелпур (бенг. আক্কেলপুর, англ. Akkelpur) — подокруг на севере Бангладеш. Входит в состав округа Джайпурхат. Образован в 1972 году. Административный центр — город Аккелпур. Площадь подокруга — 139,47 км². По данным переписи 1991 года численность населения подокруга составляла 126 046 человек. Плотность населения равнялась 904 чел. на 1 км². Уровень грамотности населения составлял 34 %. Религиозный состав: мусульмане — 91,46 %, индуисты — 8 %, прочие — 0,54 %.